# Afroiassus anteros
Afroiassus anteros är en insektsart som beskrevs av Rauno E. Linnavuori och Quartau 1975. Afroiassus anteros ingår i släktet Afroiassus och familjen dvärgstritar. Inga underarter finns listade i Catalogue of Life.